# Sankt Ulrich am Waasen
Sankt Ulrich am Waasen là một đô thị thuộc huyện Leibnitz trong bang Steiermark, nước Áo. Đô thị Sankt Ulrich am Waasen có diện tích 10 km², dân số cuối năm 2005 là 394 người.